# 武林広場駅
武林広場駅（ウーリンひろばえき）は、中華人民共和国浙江省杭州市拱墅区の武林広場に位置し、杭州地下鉄1号線および3号線の乗換駅である。

## 歴史
- 2012年11月24日 - 1号線の開通と同時に開業。
- 2022年6月11日 - 3号線の一部が開業した。

## 駅構造
武林広場駅は3層構造で、地下1階は駅のコンコース、地下2階と3階にはそれぞれ島式ホームがある。 地下2階の幅は29.3メートル、地下3階の幅は14メートルである。 1号線と3号線はここで反対方向の対面乗り換えが可能である。
駅にはA・B・D・Eの4つの出口があり、A出口にはエレベーター、B出口には車椅子の昇降台が設置されている。

### のりば
| 番線          | 路線    | 行先                                     |
| ------------- | ------- | ---------------------------------------- |
| 地下2階ホーム |         |                                          |
| 西方面        | ■ 3号線 | 西渓湿地南・火車西站・呉山前村・石馬方面 |
| 東方面        | ■ 1号線 | 火車東站・客運中心・蕭山国際機場方面     |
| 地下3階ホーム |         |                                          |
| 北方面        | ■ 3号線 | 新天地街・星橋方面                       |
| 南方面        | ■ 1号線 | 城站・湘湖方面                           |

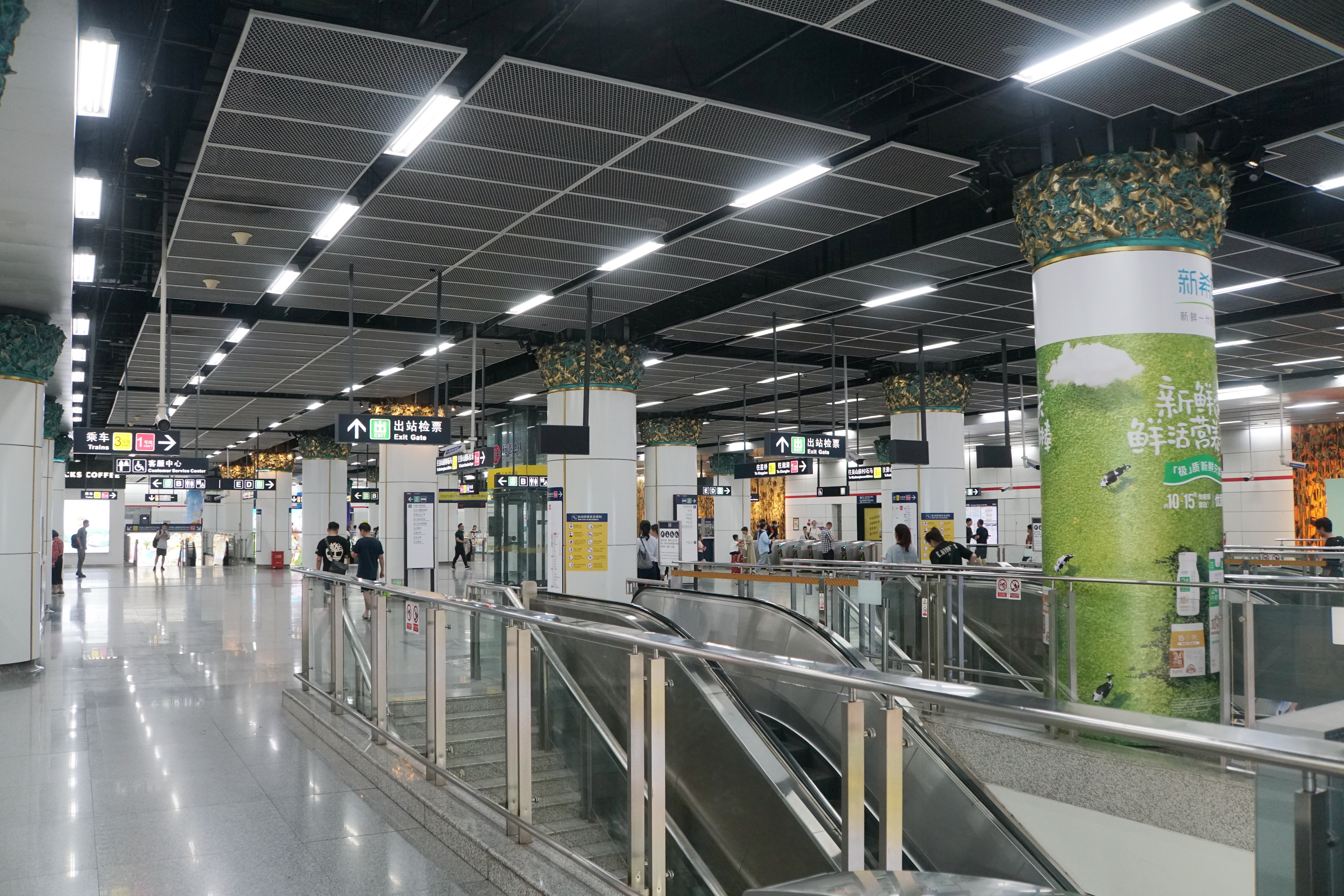
コンコース
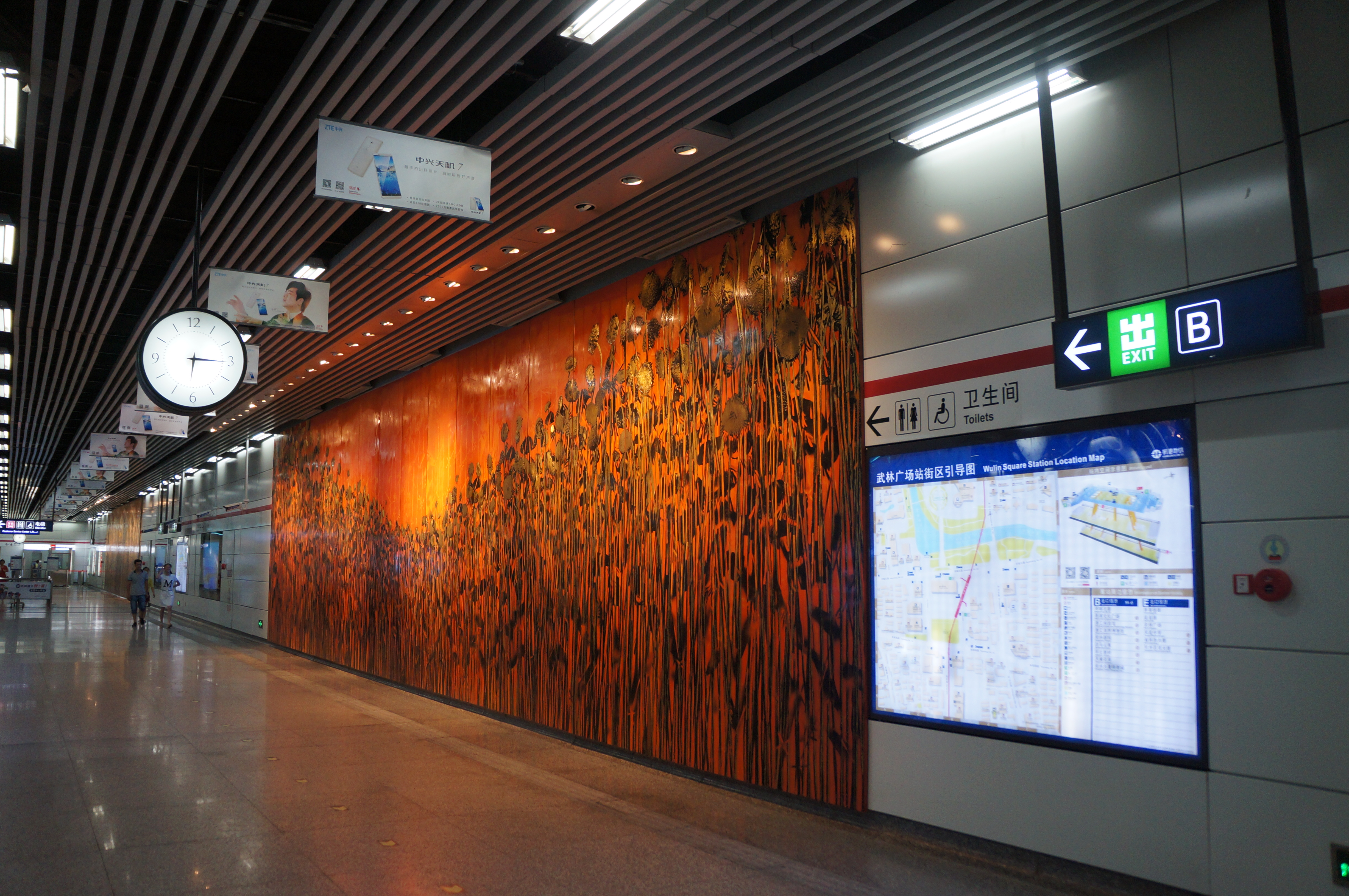
コンコースの装飾
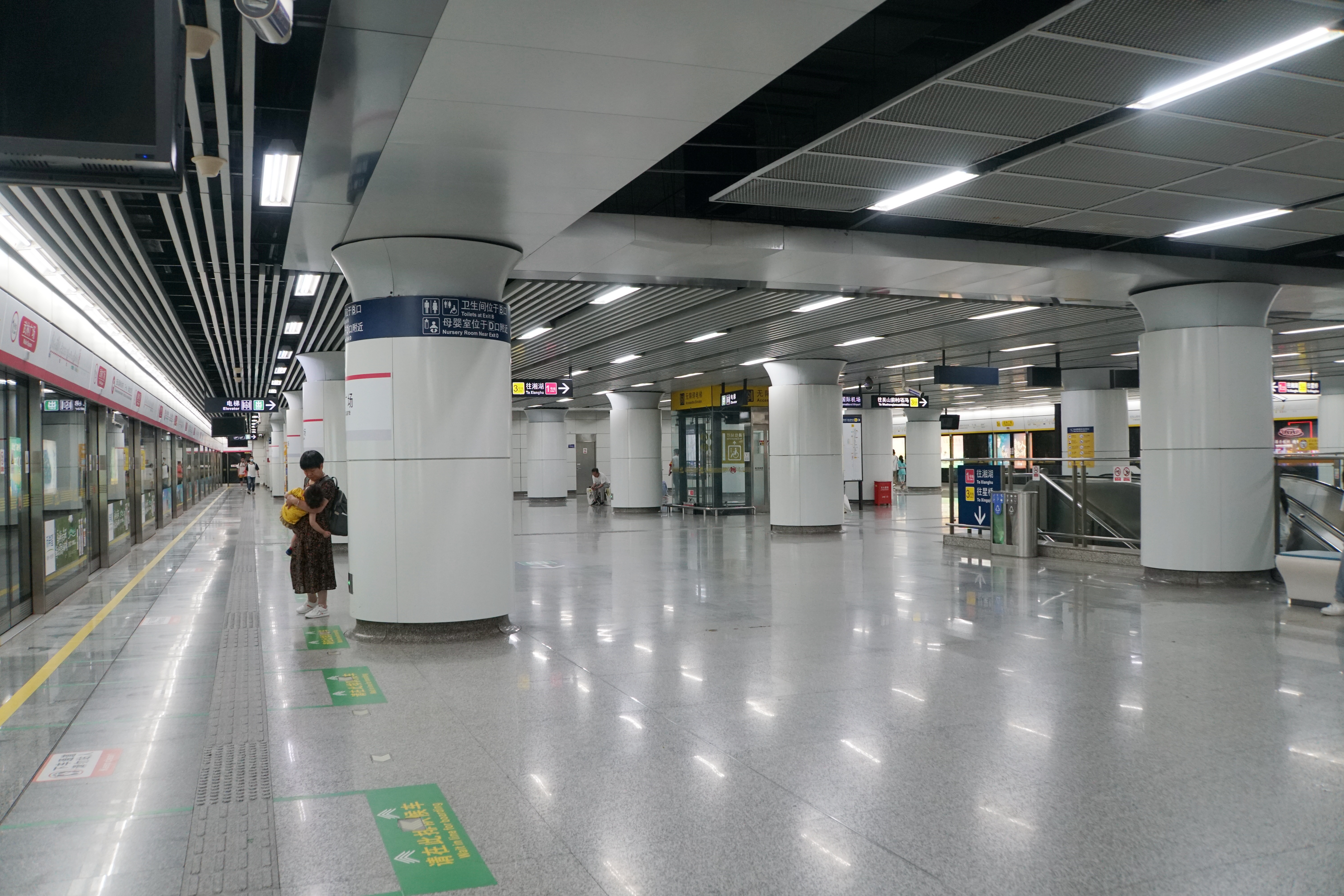
地下2階ホーム
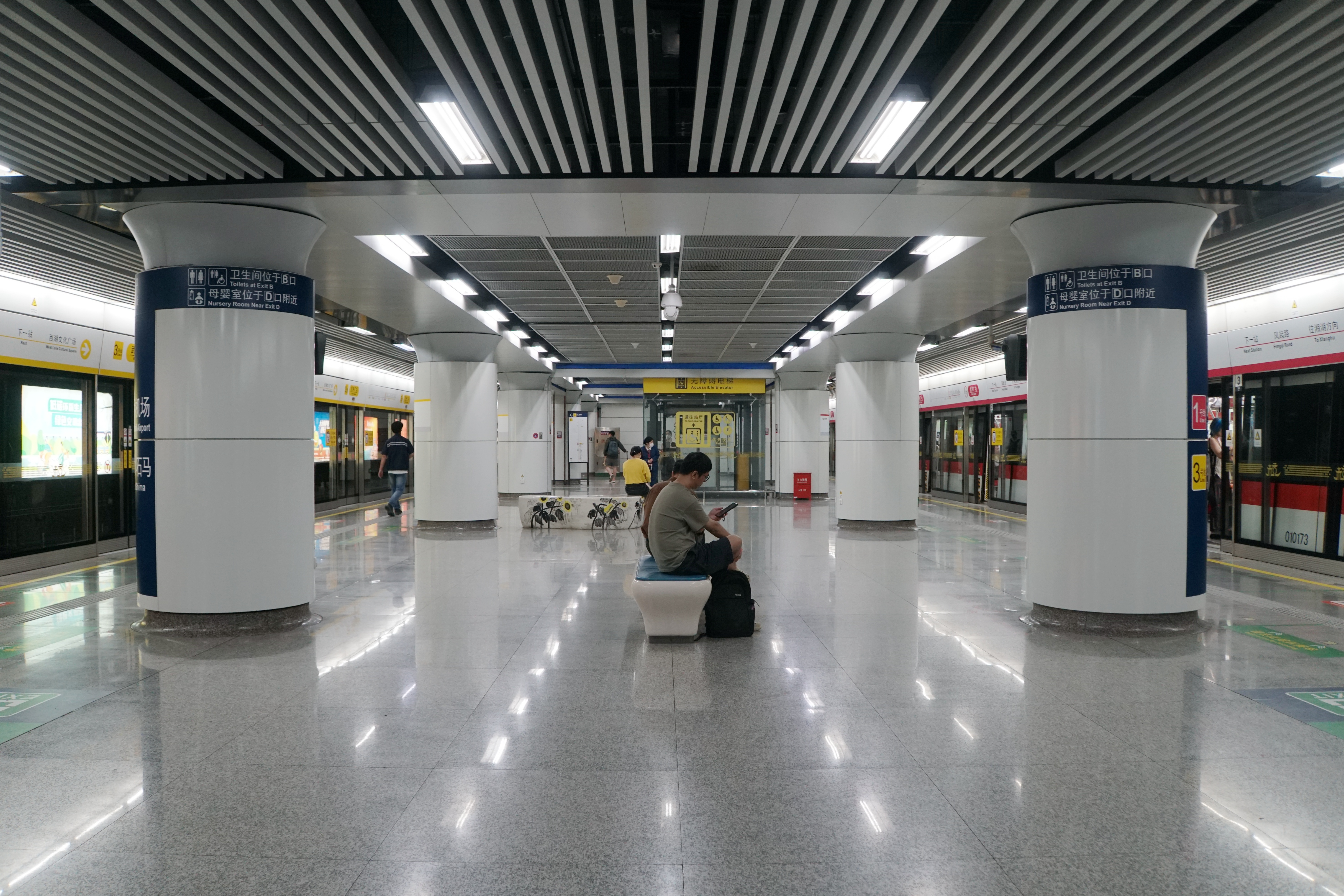
地下3階ホーム

## 隣の駅
杭州地下鉄
■ 1号線
鳳起路駅 - 武林広場駅 - 西湖文化広場駅
■ 3号線
武林門駅 - 武林広場駅 - 西湖文化広場駅